# Tysiąc przeciwko Polsce

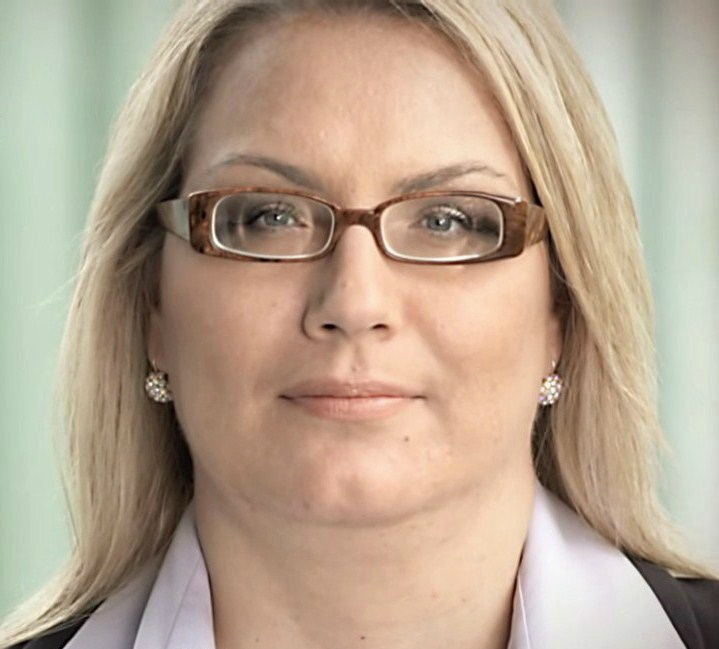
Alicja Tysiąc

Tysiąc przeciwko Polsce – postępowanie toczące się przed Europejskim Trybunałem Praw Człowieka ze skargi Alicji Tysiąc przeciwko Rzeczypospolitej Polskiej zakończone wyrokiem z dnia 20 marca 2007 r. uznającym, że doszło do naruszenia art. 8 Europejskiej Konwencji Praw Człowieka w związku z niedopełnieniem przez państwo polskie obowiązku zabezpieczenia prawa skarżącej do poszanowania jej życia prywatnego w kontekście sporu o to, czy była uprawniona do aborcji terapeutycznej, oraz nakazującym Rzeczpospolitej Polskiej wypłatę na rzecz Alicji Tysiąc odszkodowania oraz zwrotu kosztów postępowania.

## Tło sprawy
Sprawa odnosi się do wydarzeń z 2000 roku, w którym to odmówiono Alicji Tysiąc wykonania legalnej aborcji ze względów zdrowotnych.
W 2000 roku Alicja Tysiąc miała już dwoje dzieci. Obie wcześniejsze ciąże wiązały się z powikłaniami zdrowotnymi, co zmusiło lekarzy do dwukrotnego wykonania cięcia cesarskiego. Każdy taki zabieg prowadzi do uszkodzenia mięśnia macicy i zwiększa ryzyko powikłań podczas kolejnych ciąż. Z tego względu lekarze odradzili Alicji Tysiąc trzecią ciążę.
Dodatkowym obciążeniem jej zdrowia była postępująca od 1977 roku krótkowzroczność, prowadząca do pogorszenia wzroku. W 2000 roku Alicja Tysiąc miała w każdym oku wadę −20 dioptrii, spowodowaną postępującą retinopatią, która równocześnie stanowiła przeciwwskazanie dla stosowania hormonalnych tabletek antykoncepcyjnych.

## Trzecia ciąża
W lutym 2000 roku lekarz stwierdził, że Alicja Tysiąc jest w ciąży. Trzech okulistów niezależnie uznało, że kolejna ciąża może zagrozić zdrowiu kobiety powodując utratę wzroku. Alicja Tysiąc poprosiła ich o wydanie dokumentu, pozwalającego na legalne przerwanie ciąży ze względów zdrowotnych w publicznym zakładzie opieki zdrowotnej, ale okuliści odmówili. Po wizytach u kolejnych lekarzy jeden z nich (internista) wydał jej zaświadczenie.
Zgodnie z Ustawą z dnia 7 stycznia 1993 r. o planowaniu rodziny, ochronie płodu ludzkiego i warunkach dopuszczalności przerywania ciąży (Dz.U. Nr 17, poz. 78 z późn. zm.) aborcja może zostać przeprowadzona legalnie (do chwili osiągnięcia przez płód zdolności do samodzielnego życia poza organizmem kobiety ciężarnej), jeżeli poród stanowi zagrożenie dla życia lub zdrowia kobiety ciężarnej.
Alicja Tysiąc zwróciła się o pomoc do Federacji na rzecz Kobiet i Planowania Rodziny, która wskazała jej szpital, gdzie wykonywane są legalne zabiegi przerwania ciąży. Z zaświadczeniem od internisty 26 kwietnia 2000 roku, w drugim miesiącu ciąży, udała się do oddziału neonatologicznego w warszawskim szpitalu publicznym im. prof. W. Orłowskiego przy ulicy Czerniakowskiej, gdzie zbadał ją ginekolog. Lekarz odmówił jej prawa do przeprowadzenia aborcji, uznając, że zagrożenie dla zdrowia Alicji Tysiąc jest niewystarczające, aby uzasadnić przerwanie ciąży. Na zaświadczeniu od internisty zaznaczył, że się z nim nie zgadza, przez co uniemożliwił wykonanie zabiegu w innej placówce publicznej służby zdrowia.
Kobieta skontaktowała się z lekarzem ogłaszającym się w prasie z prośbą o wykonanie zabiegu nielegalnie, za co miała zapłacić 1500 zł. Potem okazało się, że ze względu na konieczność asysty ze strony anestezjologa wynikającej ze stanu zdrowa Alicji Tysiąc ginekolog podniósł stawkę do 5000 zł, której to kwoty Alicja Tysiąc nie mogła zapłacić z uwagi na swoją sytuację materialną.
W udzielonym prasie wywiadzie Alicja Tysiąc stwierdziła, że do usunięcia ciąży motywował ją strach o los jej oraz dwójki już urodzonych dzieci.

Ja się bałam, bo miałam już dwójkę dzieci. A być niewidomą i wychowywać dzieci? Co innego, gdy jest się osobą niewidomą od początku, to człowiek uczy się z tym żyć. A w tym wypadku pani traci wzrok i co?

W listopadzie 2000 roku przeprowadzono u Alicji Tysiąc trzecie cięcie cesarskie i w ten sposób na świat przyszło jej trzecie dziecko. Na skutek wzrostu ciśnienia tętniczego doszło do wylewu krwi do plamki żółtej. Alicja Tysiąc ponownie trafiła do szpitala na Czerniakowską, tym razem na okulistykę, gdzie lekarz wyraził zdziwienie z powodu kontynuacji ciąży.
Komisja lekarska ZUS uznała, że wzrok matki trojga dzieci uległ tak znacznemu upośledzeniu, że wymaga ona stałej pomocy społecznej. Przyznano jej pierwszy stopień niepełnosprawności oraz rentę. W marcu 2007 roku Alicja Tysiąc samotnie wychowywała troje swoich dzieci, utrzymując się z renty z tytułu niepełnosprawności w wysokości 540 zł. Jej wada wzroku pogorszyła się do −26 dioptrii. Dostrzec mogła tylko przedmioty znajdujące się bliżej niż 1,5 m, a stan jej oczu mógł się jeszcze zmienić na gorsze.

## Starania o zadośćuczynienie
Alicja Tysiąc złożyła doniesienie do prokuratury, w którym oskarżyła ginekologa z warszawskiego szpitala o ograniczenie jej prawa do przeprowadzenia legalnej aborcji zgodnie obowiązującymi przepisami. Z uwagi na wyrażone przez biegłych opinie, iż ciąża i poród nie miały wpływu na pogorszenie się wzroku Alicji Tysiąc, prokuratura umorzyła sprawę.
15 stycznia 2003 roku Alicja Tysiąc złożyła skargę na Rzeczpospolitą Polską do Europejskiego Trybunału Praw Człowieka. W skardze zarzucono naruszenie art. 8 Europejskiej Konwencji Praw Człowieka (prawa do poszanowania życia prywatnego i rodzinnego), powołano się także na naruszenia art. 3 (zakazu tortur), art. 13 (prawa do skutecznego środka odwoławczego) i art. 14 (zakazu dyskryminacji).
Uwagi w sprawie – poza stronami postępowania – zostały złożone przez Centrum na rzecz Praw Reprodukcyjnych działające w Nowym Jorku, Federację na rzecz Kobiet i Planowania Rodziny, polską filę Helsińskiej Fundacji Praw Człowieka, Forum Kobiet Polskich z Gdańska oraz Stowarzyszenie Rodzin Katolickich z Krakowa.
7 lutego 2007 roku odbyło się posiedzenie IV Izby Trybunału w Strasburgu, na którym sędziowie wysłuchali argumentów obu stron sporu. Z Ministerstwa Spraw Zagranicznych na posiedzenie przybyli eksperci medyczni, którzy chcieli obalić argumenty o zagrożeniu zdrowia Alicji Tysiąc; w podobnym celu przybyli przedstawiciele Stowarzyszenia Rodzin Katolickich i Forum Kobiet Polskich.

## Wyrok Trybunału
20 marca 2007 roku IV Izba Europejskiego Trybunału Praw Człowieka wydała wyrok w sprawie Alicji Tysiąc, w którym:
- oddalono jednomyślnie wstępny zarzut rządu polskiego,
- uznano jednomyślnie, iż nie doszło do naruszenia art. 3 Europejskiej Konwencji Praw Człowieka,
- uznano większością sześciu głosów do jednego, iż doszło do naruszenia art. 8 Europejskiej Konwencji Praw Człowieka poprzez niedopełnienie przez państwo pozytywnego obowiązku zabezpieczenia skarżącej skutecznego poszanowania jej życia prywatnego,
- uznano jednomyślnie, iż nie jest konieczne odrębne badanie zarzutu naruszenia art. 13 Europejskiej Konwencji Praw Człowieka oraz zarzutu opartego na art. 14 w zw. z art. 8 Konwencji
- zasądzono na rzecz Alicji Tysiąc 25 000 euro z tytułu szkody niemajątkowej oraz 14 000 euro z tytułu kosztów i wydatków (pomniejszone o wypłacone wcześniej koszty pomocy prawnej),
- oddalono skargę w zakresie dotyczącym zadośćuczynienia.

Zdania odrębne złożyli sędziowie Giovanni Bonello oraz Francisco Javier Borrego Borrego.
Trybunał nie rozpatrywał, czy konwencja daje Alicji Tysiąc prawo do przeprowadzenia legalnej aborcji. Przedmiotem jego dociekań było respektowanie przez państwo polskie prawa do poszanowania życia prywatnego. Sędziowie nie oceniali, czy decyzja lekarzy, którzy odmówili kobiecie prawa do legalnej aborcji, była słuszna. W wyroku podkreślili, że prośby Alicji Tysiąc o usunięcie ciąży nie wynikały wyłącznie z jej nieracjonalnych odczuć, ale miały umocowanie w historii medycznej.
Trybunał uznał, że polskie państwo nie ustaliło jednoznacznych procedur, które pozwoliłby lekarzowi na upewnienie się co do konieczności przeprowadzenia legalnej aborcji. W uzasadnieniu podkreślono, że zagrożenie karą więzienia za przerwanie ciąży niezgodnie z prawem powoduje, iż lekarze boją się przeprowadzać legalne zabiegi. Władza ustawodawcza zalegalizowała aborcję w pewnych sytuacjach, ale nie zapewniła ram organizacyjnych, aby decyzja o wykonaniu tej procedury mogła zostać podjęta odpowiednio szybko. Co więcej, pacjentka, której lekarze odmówią wykonania zabiegu, nie ma możliwości odwołania się od ich decyzji.
Sędziowie orzekli, że państwo polskie nie spełniło swojego pozytywnego obowiązku zabezpieczenia prawa do poszanowania życia prywatnego Alicji Tysiąc w kontekście sporu o to, czy była uprawniona do aborcji terapeutycznej. Zapewnienie jedynie środków prawnych dotyczących określenia odpowiedzialności po stronie personelu medycznego, mających jedynie moc wsteczną, uznano za niewystarczające. Polskie państwo nie zapewniło sprawnego funkcjonowania odpowiednich procedur medycznych, w związku z tym naruszyło prawo skarżącej do poszanowania jej życia prywatnego.
Za werdyktem opowiedziało się 6 sędziów:
- Nicolas Bratza (Wielka Brytania), przewodniczący
- Matti Pellonpää (Finlandia),
- Kristaq Traja (Albania),
- Lech Garlicki (Polska),
- Ljiljana Mijović (Bośnia i Hercegowina);
- Giovanni Bonello (Malta), który zgłosił zdanie konkurujące (zgodne z werdyktem, ale z odmiennym uzasadnieniem).

Zdanie odrębne do wyroku złożył sędzia Francisco Javier Borrego Borrego, który stwierdził:

Wszystkie ludzkie istoty rodzą się wolne i równe w godności i prawach. Dzisiaj Trybunał zdecydował, że istota ludzka urodziła się ze względu na naruszenie Europejskiej Konwencji Praw Człowieka. Zgodnie z tym rozumowaniem, jest w Polsce dziecko, które obecnie ma sześć lat, którego prawo do urodzenia jest w sprzeczności z Konwencją. Nigdy nie sądziłem, że Konwencja mogłaby zajść tak daleko i uważam, że to przerażające

Alicji Tysiąc przyznano za szkodę niepieniężną spowodowaną naruszeniem Konwencji zadośćuczynienie w wysokości 25 000 euro. Natomiast ze względu na opinie biegłych, których zdaniem ciąża i poród nie miały wpływu na pogorszenie się wzroku Alicji Tysiąc, Trybunał nie uwzględnił żądania odszkodowania za pogorszenie stanu zdrowia (pkt 151 wyroku).

## Następstwa orzeczenia i dalsze życie Alicji Tysiąc
Po publikacji wyroku, w polskich mediach rozgorzała dyskusja zarówno na temat zasadności odszkodowania i jego wysokości, jak i publicznego przyznania się przez Alicję Tysiąc do rozważania przeprowadzenia aborcji. Tysiąc wspominała w wywiadach szerzenie obraźliwych treści i gróźb względem niej oraz dziecka urodzonego w wyniku ciąży, której dotyczyła sprawa, przez osoby fizyczne i organizacje, szczególnie te związane ze środowiskiem prawicowym, katolickim i tzw. ruchem pro-life. Doprowadziło to do znacznego pogorszenia się stanu jej zdrowia psychicznego.
Alicja Tysiąc samotnie wychowywała trójkę dzieci. Ze względu na stan zdrowia, po trzecim porodzie otrzymała najwyższy stopień niepełnosprawności i nie była w stanie podjąć pracy zarobkowej. Utrzymywała się z renty. Na przestrzeni lat tworzono kilkukrotnie internetowe zbiórki funduszy w serwisie Pomagam.pl, mające pomóc Tysiąc w sfinansowaniu kosztownej rehabilitacji i kolejnych operacji ratujących wzrok
24 listopada 2021 roku Alicja Tysiąc została przewieziona do Szpitala Praskiego w Warszawie, skąd po dwóch tygodniach nieskutecznego leczenia została przetransportowana w ciężkim stanie do Szpitala MSWiA w Warszawie ze względu na powikłania po zakażeniu SARS-CoV-2. Zmarła w nocy z 14 na 15 grudnia 2021 roku w wieku 50 lat z powodu COVID-19.